# Deopalpus buccatus
Deopalpus buccatus är en tvåvingeart som först beskrevs av Henry J. Reinhard 1934.  Deopalpus buccatus ingår i släktet Deopalpus och familjen parasitflugor.
Artens utbredningsområde är Kuba. Inga underarter finns listade i Catalogue of Life.